# Els temps canvien
Els temps canvien (títol original: Les Temps qui changent) és una pel·lícula francesa dirigida per André Téchiné, estrenada al final de 2004. Ha estat doblada al català.

## Argument
A Tànger, Antoine, enginyer de supervisió d'edificis, supervisa la construcció d'una estació de televisió arabòfona competidora d'Al Jazeera. S'ha fet enviar allà per trobar una periodista de la qual està enamorat, encara que no l'hagi tornat a veure des de fa trenta anys 
Una altra saga s'hi barreja.

## Repartiment
- Catherine Deneuve: Cécile
- Gérard Depardieu: Antoine Lavau
- Gilbert Melki: Natan
- Malik Zidi: Sami
- Lubna Azabal: Nadia/Aïcha
- Tanya Lopert: Rachel Meyer
- Nabila Baraka: Nabila
- Jabir Elomri: Saïd
- Nadem Rachati: Bilal

## Rebuda
- Premis
  - 2005: Festival de Berlín: Secció oficial de llargmetratges
  - 2004: Premis César: Nominada a Millor actor revelació (Zidi)
- Crítica: "Té molt de desconcertant (...) fins a gairebé el final de la funció, ens sembla assistir a un documental d'etologia amorosa de l'ésser humà"[3]